# Mee-eter

1 = Haar
2 = Opperhuid
3 = Talg
4 = Talgklier
5 = Haarzakje

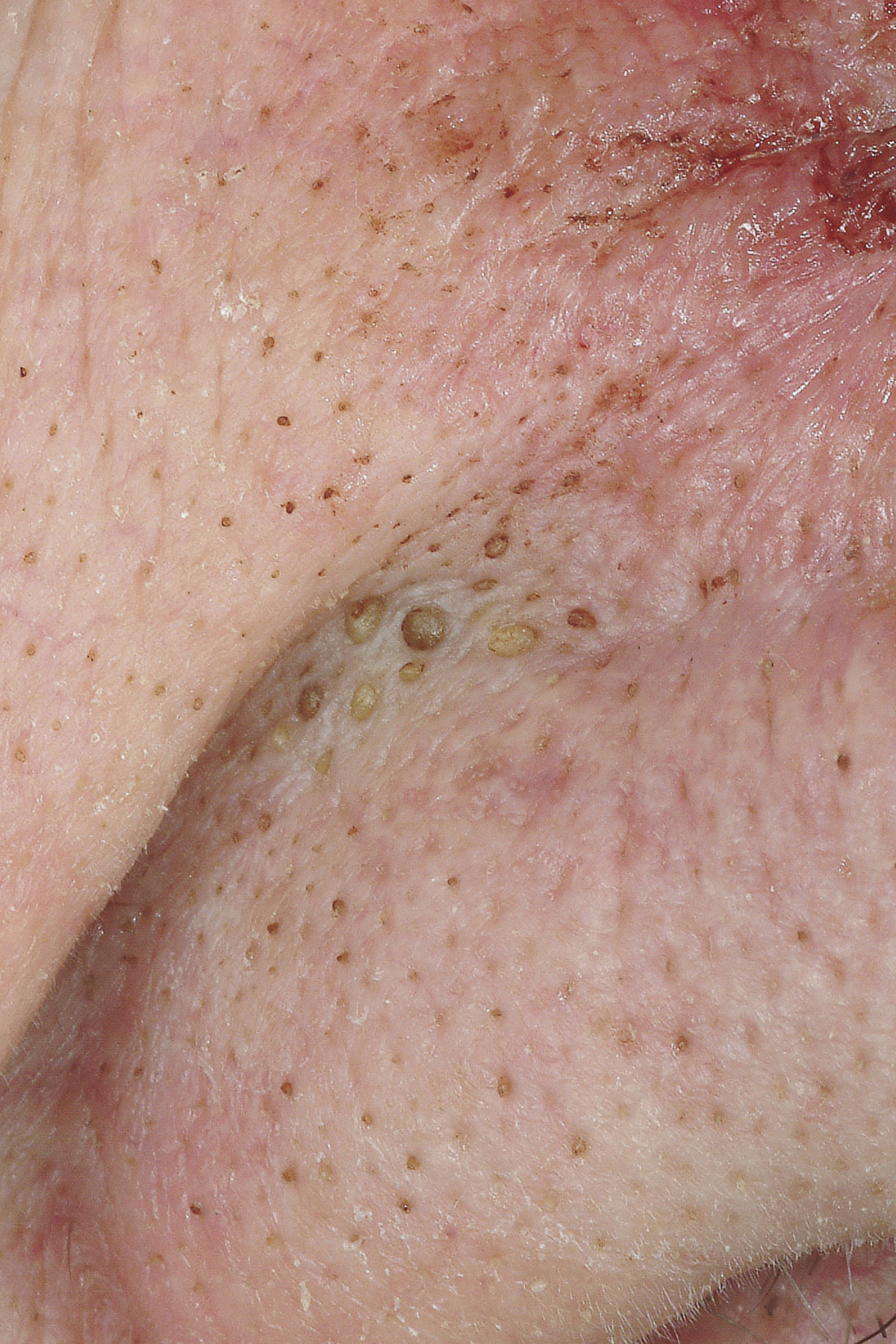
Mee-eters bovenaan de neusvleugel

Een mee-eter (medisch: comedo, van Latijn: com: mee, edo: eten) is een ophoping van hoorn gemengd met talg in de uitmonding van het haarzakje. Ze zijn kenmerkend voor de aandoening acne vulgaris. 
De zwarte kleur berust op het melanine bevattend keratine. Mee-eters zitten vaak op het gezicht, in het oor, in de nek of op de rug (vooral de schouders) en zien eruit als zwarte of witte puntjes. Vooral personen in de puberteit hebben er last van. Minerale oliën zoals vaseline kunnen dit verergeren. Make-up zelf is niet vervuilend, maar make-up gemengd met talg, zweet e.d. wel. Met andere woorden, als make-up niet afgewassen wordt voor het slapengaan, kan dit aanleiding geven tot mee-eters.
Een mee-eter ontstaat door een verhoorningsstoornis. Het hoorn hoopt zich op in het haarzakje, en wordt vermengd met talg. Er worden open comedonen (blackheads), gesloten comedonen (whiteheads) en microcomedo's (kleine witte puntjes) onderscheiden. Bij open comedonen is het zwarte puntje de hoornprop die de verwijde uitvoergang van het haarzakje vult. Bij een gesloten comedo is er de afvoergang zeer nauw; eigenlijk is deze toestand vergelijkbaar met een gerstekorrel. De bacteriën die van nature in haarzakjes aanwezig zijn, kunnen gaan woekeren door de afsluiting en de ophoping van talg. Er vormt zich een puistje. Microcomedo's kunnen evolueren naar een blackhead of een whitehead.
Er is een aantal andere soorten acne waarbij comedonen kunnen voorkomen: 
- Hidradenitis suppurativa, ook wel acne ectopica: steenpuist-achtige ontstekingen in liezen, oksels en (soms) andere huidplooien.
- Steroïdacne: acne uitgelokt door het gebruik van corticosteroïden (mogelijk een vorm van chlooracne)
- Chlooracne: dichloor, andere halogenen (dibroom, difluor) en dioxines kunnen comedonen uitlokken.
- Syndroom van Favre-Racouchot: een type huidveroudering ontstaan door zonlicht, gekenmerkt door comedonen en gelige verkleuring van de huid.
- Reuzencomedo: bij ouderen kan een enkele sterk verwijde haarfollikel met hoornprop voorkomen.
- Naevus comedonicus: een afgegrensd huidgebied waarin veel comedonen voorkomen, (waarschijnlijk) door een aanlegstoornis.